# دكتور هو (السلسلة 14)

السلسلة الرابعة عشرة من برنامج الخيال العلمي التلفزيوني البريطاني Doctor Who من المقرر أن يتم عرضه لأول مرة في عام 2024.  وستكون السلسلة الخامسة التي يقودها راسل تي ديفيز ككاتب رئيسي ومنتج منفذ، والأولى منذ عودته إلى العرض، بعد أن عمل عليه سابقًا من 2005 إلى 2010. من المقرر أن يكون هذا المسلسل هو الرابع عشر الذي يتم بثه بعد عودة البرنامج في العام 2005، وسيكون الموسم الأربعين. تم الإعلان عن هذه السلسلة الرابعة عشرة مع عودة ديفيز إلى البرنامج للاحتفال بالذكرى الستين لتأسيسه في عام 2023 وما بعده. يُشار إلى المسلسل أيضًا على أنه الموسم الأول من أحدث حقبات الإنتاج، بعد حصول ديزني+ على حقوق البث الدولية لـ Doctor Who . 
سيقدم المسلسل Ncuti Gatwa باعتباره الطبيب الخامس عشر ، وهو تمثيل جديد للطبيب ، وهو كائن فضائي Time Lord يسافر عبر الزمكان في TARDIS ، والذي يبدو أنه صندوق شرطة بريطاني من الخارج. يقدم المسلسل أيضًا ميلي جيبسون كأحدث رفيق للطبيب، روبي صنداي.
المسلسل، الذي من المقرر أن تسبقه حلقة عيد الميلاد في 25 ديسمبر 2023، من المقرر أن يتكون من ثماني حلقات، من إخراج ديلان هولمز ويليامز ، مارك تونديراي ، جولي آن روبنسون ، بن شيسيل وجيمي دونوغو . بدأ التصوير في ديسمبر 2022 وانتهى في يوليو 2023، مع انتقال الإنتاج من Roath Lock Studios إلى Wolf Studios بعد أن أصبح Bad Wolf منتجاً مشاركاً للمسلسل.

## الكاست
في يوليو 2021، أعلنت جودي ويتاكر عن نيتها ترك البرنامج بصفتها الطبيبة الثالثة عشرة بعد السلسلة الثالثة عشرة وثلاثة عروض خاصة مرتبطة بها ، ليتم بثها بحلول عام 2022  صرح مانديب جيل وجون بيشوب ، الذي صور ياسمين خان ودان لويس ، لاحقًا أنهم غير متأكدين مما إذا كانوا سيستمرون في البطولة بعد العروض الخاصة لعام 2022، لكن جيل أكدت خروجها من العرض في 3 مايو 2022  أكد ديفيز أن اختبارات الادوار للسلسلة الرابعة عشرة ستبدأ في  عام 2021.
في 8 مايو 2022، تم الإعلان عن نكوتي جاتوا كخليفة لجودي ويتاكر كرئيس للبرنامج، وذكرت العديد من التقارير، بما في ذلك تقرير بي بي سي نفسها، أنه سيلعب دور الطبيب الرابع عشر وأن ويتاكرالطبيب الثالث عشر سوف يتجدد إلى تجسيد يصوره جاتوا. .   ساعد مدير اختيار الممثلين آندي بريور في اختيار فيلم جاتوا.  عند ظهور ويتاكر الأخير كشخصية، تم تجديدها بدلاً من ذلك إلى شكل يبدو مطابقًا للطبيب العاشر . تم تأكيد هذه الشخصية، التي صورها ديفيد تينانت ، على أنها الطبيب الرابع عشر ، مع توضيح لاحقًا أن جاتوا سيصور بالفعل الطبيب الخامس عشر .  تم إجراء اختبارات الأداء للرفيق التالي في  سبتمبر 2022. في 18 نوفمبر 2022، خلال فعالية "الأطفال المحتاجون" ، تم الإعلان عن ميلي جيبسون كرفيقة جديدة لروبي صنداي. 
في 9 يناير 2023، أعلنت هيئة الإذاعة البريطانية أن أنورين بارنارد ستظهر في دور روجر أب جويليام، وأن جيما ريدجريف ، بعد أن أعادت تمثيل دورها في المسلسل السابق ، ستستمر في الظهور في دور كيت ستيوارت خلال السلسلة الرابعة عشرة.  في 20 يناير 2023، كشفت إعلانات أخرى من هيئة الإذاعة البريطانية أن أنيتا دوبسون وميشيل جرينيدج ستظهران في أدوار لم يتم الكشف عنها.  في 3 أبريل 2023، أُعلن أن Jinkx Monsoon ستلعب دورًا رئيسيًا في المسلسل.  في 5 مايو 2023، أُعلن أن جوناثان جروف سيلعب دورًا رئيسيًا في المسلسل.  في 24 مايو 2023، أعلنت هيئة الإذاعة البريطانية أن إنديرا فارما (التي صورت سابقًا سوزي كوستيلو في تورتشوود ) ستنضم إلى المسلسل لتلعب دور الدوقة.  في 7 يونيو 2023، أُعلن أن بوني لانجفورد ستعيد تمثيل دورها في دور ميل بوش في المسلسل.  في 15 يونيو 2023، تم الإعلان أيضًا عن ليني راش للعب شخصية "غامضة" تدعى موريس.  سوف يستعيد ألكسندر ديفرينت دوره كعقيد كريستوفر إبراهيم. 

## إنتاج

### تطوير
في مايو 2017، أُعلن أنه نظرًا لشروط الصفقة المبرمة بين BBC Worldwide و SMG Pictures في الصين ، فإن للشركة الحق الأول في رفض شراء السلسلة المستقبلية من البرنامج للسوق الصينية حتى السلسلة 15 بما في ذلك.   في أكتوبر 2019، تم إبرام صفقة بين HBO Max وBBC لسلسلتين إضافيتين من Doctor Who ، بما في ذلك السلسلة الثالثة عشرة والرابع عشر. 
في 29 يوليو 2021، أعلنت هيئة الإذاعة البريطانية أن كريس شيبنال ، الذي عمل كمنتج تنفيذي ومدير عرض لمسلسل الطبيب الثالث عشر، سيغادر المسلسل بعد سلسلة  العروض الخاصة في عام  في بيان صحفي لهيئة الإذاعة البريطانية، نُقل عن شيبنال قوله: "أتمنى لخلفائنا - أيًا كانت هيئة الإذاعة البريطانية واستوديوهات هيئة الإذاعة البريطانية اختيارهم - نفس القدر من المتعة التي حظينا بها. إنهم في انتظار الاستمتاع!" تم إثارة المسلسل الجديد  مرة بواسطة بيرس فينجر في 25 أغسطس 2021، عندما قال إن التغيير القادم لـ Doctor Who سيكون "جذريًا". 
في 24 سبتمبر 2021، أعلنت هيئة الإذاعة البريطانية أن راسل تي ديفيز سيعود إلى دكتور هو كمدير عرض، بعد أن عمل سابقًا كمدير عرض من 2005 إلى 2010 للأطباء التاسع والعاشر. سيخلف شيبنال في الذكرى الستين للمعرض في عام 2023 وما بعده.  ستنضم إلى ديفيز شركة الإنتاج Bad Wolf ، التي أسسها زميلها المنتج التنفيذي السابق لـ Doctor Who جولي جاردنر ورئيسة قسم الدراما السابقة في بي بي سي جين ترانتر .  في أكتوبر 2021، تم الإعلان عن استحواذ شركة Sony على أغلبية أسهم Bad Wolf.   تولى Bad Wolf أيضًا السيطرة الإبداعية على Doctor Who بدءًا من عروض الذكرى الستين الخاصة، مما سمح لاستوديوهات BBC بالتركيز على تأسيس Doctor Who كعلامة تجارية عالمية. 
عاد فيل كولينسون إلى العرض كمنتج، بعد أن أنتج سابقًا حلقات من عام 2005 إلى عام 2008  بحلول يناير 2022، وفقًا للسيرة الذاتية لمنتج الكتل فيكي ديلو، ذكرت أن السلسلة 14 "قيد الإنتاج حاليًا"؛ أكد  بحلول مارس 2022 أن الإنتاج قد بدأ في Bad Wolf Studios في كارديف.  يقوم William Oswald أيضًا بتحرير المسلسل الجديد، بعد أن تم تحريره آخر مرة لـ Doctor Who في " Twice Upon a Time " (2017). 
في نوفمبر 2023، أشار ديفيز إلى السلسلة الرابعة عشرة باسم "الموسم الأول" في SFX 372 .  كان هذا مشابهًا للمسلسل الخامس في عام 2010، حيث ذكرت مجلة دكتور هو أنه سيتم إنتاج المسلسل وتسويقه باسم "السلسلة الأولى"،  وحيث أطلق موفات على السلسلة الأولى اسم "المثيرة" والسلسلة الواحدة والثلاثون "المذهلة" ".  تم الإعلان عن عنوان عرض عيد الميلاد الخاص وتاريخ البث الرسمي عبر بيان صحفي من Disney + في  نوفمبر 2023.

### كتابة
ستيفن موفات ، الذي عمل كاتبًا في المسلسل من 2005 إلى 2017 ومدير العرض من 2010 إلى 2017 للدكتور الحادي عشر والثاني عشر ، علق في ديسمبر 2021 بأنه تحدث مع ديفيز حول خططه للمسلسل.  في ديسمبر 2021، أكد ديفيز أنه كتب بالفعل بعض الحلقات،  وفي نوفمبر 2022، نُقل عنه في مجلة Doctor Who أنه كتب حلقة خاصة أخرى خارج عروض الذكرى الستين الخاصة.   في ديسمبر 2022، صرح ديفيز أيضًا في مجلة دكتور هو أن المسلسل سيتكون من ثماني حلقات، تليها حلقة احتفالية خاصة أخرى.  في 12 فبراير 2023، نُقل عن ديفيز في برنامج مايكل بول على راديو بي بي سي 2 قوله إن الحلقة الرابعة كانت "واحدة من أعظم الأشياء التي قمت بها في حياتي".  في 24 أكتوبر 2023، تم الإعلان عن كيت هيرون وبريوني ريدمان كمؤلفين مشاركين لحلقة من المسلسل،  مع إخراج بن تشيسيل للحلقة. 

### تصوير
كان تصوير المسلسل بمثابة تغيير في موقع الاستوديو، حيث تولى الاستوديو الجديد Wolf Studios محل Roath Lock Studios كشركة للتصوير الداخلي، حيث تم تصوير المسلسل منذ عام 2012  جاء هذا التغيير عندما كان من المقرر أن يشارك Bad Wolf في الإنتاج مع هيئة الإذاعة البريطانية (BBC) للمضي قدمًا.  تقدم Bad Wolf أيضًا بطلب للحصول على شركة فرعية جديدة، يديرها Gardner أيضًا، تسمى "Whoniverse1 LTD". 
بدأ الإنتاج المسبق للمسلسل في 26 سبتمبر 2022،  وبدأ التصوير في 5 ديسمبر.  أخرج ديلان هولمز ويليامز الجزء الأول المكون من الحلقتين الرابعة والخامسة.  قام مارك تونديراي بإخراج الجزء الثاني، والذي يتكون من العرض الخاص بعيد الميلاد لعام 2023، بعد أن قام سابقًا بإخراج حلقات السلسلة الحادية عشرة " نصب الشبح " و" روزا " (كلاهما عام 2018).  أخرجت جولي آن روبنسون الجزء الثالث المكون من الحلقتين الأولى والثالثة.   أخرج بن شيسيل الجزء الرابع المكون من الحلقتين الثانية والسادسة.  قام جيمي دونوغو بإخراج الكتلة الإنتاجية الخامسة والتي تتكون من الحلقتين السابعة والثامنة.
 التصوير في 14 يوليو 2023.
يتم ترتيب كتل الإنتاج على النحو التالي:
| حاجز | الحلقات)                                      | مخرج                | الكتاب)                  | منتج      |
| ---- | --------------------------------------------- | ------------------- | ------------------------ | --------- |
| 1    | الحلقة 4                                      | ديلان هولمز ويليامز | راسل تي ديفيز            | فيكي ديلو |
| 1    | الحلقة 5                                      | ديلان هولمز ويليامز | TBA                      | فيكي ديلو |
| 2    | عرض خاص بعيد الميلاد: "الكنيسة على طريق روبي" | مارك تونديراي       | راسل تي ديفيز            | TBA       |
| 3    | الحلقة 1                                      | جولي آن روبنسون     | TBA                      | TBA       |
| 3    | الحلقة 3                                      | جولي آن روبنسون     | TBA                      | TBA       |
| 4    | الحلقة 2: "وتر الشيطان"                       | بن شيسيل            | TBA                      | TBA       |
| 4    | الحلقة 6                                      | بن شيسيل            | كيت هيرون وبريوني ريدمان | TBA       |
| 5    | الحلقة 7                                      | جيمي دونوغو         | راسل تي ديفيز            | TBA       |
| 5    | الحلقة 8                                      | جيمي دونوغو         | TBA                      | TBA       |

### موسيقى
في 24 أبريل 2023، أعلنت هيئة الإذاعة البريطانية بي بي سي أن موراي جولد سيعود كملحن لعروض 2023 الخاصة،  والسلسلة الرابعة عشرة. اظهرت الحان موضوع الطبيب الخامس عشر وروبي صنداي، بعنوان "خمسة عشر" و"حياة الأحد" على التوالي، لأول مرة على راديو بي بي سي 2 في 12 أكتوبر 2023، كجزء من دكتور هو @ 60: احتفال موسيقي .  

## الاصدار
من المقرر أن يسبق المسلسل ثلاث عروض خاصة بدأ بثها في نوفمبر 2023 بمناسبة عودة ديفيز والذكرى الستين للمعرض.  ستكون أول حلقة كاملة لـ Gatwa هي الحلقة الخاصة بعيد الميلاد لعام 2023،  "The Church on Ruby Road"، المقرر إصدارها في 25 ديسمبر،   مع بث المسلسل الرابع عشر المكون من ثماني حلقات في عام 2024.  
سيتم إصدار المسلسل عالميًا على ديزمي+ ؛  أجرت هيئة الإذاعة البريطانية (BBC) وتلفزيون ديزني الذي يحمل علامة تجارية محادثات بشأن الشراكة في يوليو 2022،  وتم الإعلان عنها في أكتوبر من ذلك العام. 